# ロバート・ギャラリー
ロバート・ギャラリー（Robert Gallery、1980年7月26日 - ）はアイオワ州・マンチェスター出身の元アメリカンフットボール選手。現役時代のポジションはタックル、ガード。

## 経歴

### プロ入りまで
高校時代はタイトエンドとアウトサイドラインバッカーでプレーした。またバスケットボールと陸上競技も行っており、走高跳で6フィート5インチを跳んでいる。
アイオワ大学に入学当時はタイトエンドであった彼は1年次の途中に右タックルにコンバートされた。1年次には6試合で右タックルとして先発出場した。2年次の2001年には全試合で左タックルとしてプレーした。この年チームはビッグ・テン・カンファレンス最多の得点をあげて、4年ぶりにボウルゲームに出場した。3年次の2002年は全13試合に左タックルとして先発出場し、カンファレンスのファーストチームに選ばれた。チームは12年ぶりにカンファレンスで優勝、80年ぶりにシーズンを無敗で終えた。4年次の2003年には2年連続カンファレンスのファーストチームに選ばれるとともに、オールアメリカンファーストチーム、カレッジフットボールの最高のラインマンに与えられるアウトランド・トロフィーに選ばれた。アイオワ大学から同賞に選ばれたのは、アレックス・カラス、カル・ジョーンズに次いで3人目であった。36試合連続で相手にQBサックを許さなかった彼は、NFLドラフトレポートからは、9.0と評価を受けた。この評価は1995年のドラフト前にトニー・ボセリが8.8と評価されて以来オフェンスラインの選手としては、最高のものであった。

### オークランド・レイダース
2004年のNFLドラフト1巡全体2位でオークランド・レイダースに指名された。1年目は15試合に先発し3サックしか許さなかった。2年目の2005年は全16試合に先発出場し3.5サックしか許さなかった。3年目の2006年、アート・シェルヘッドコーチが就任し、右タックルから左タックルにコンバートされた。開幕戦のサンディエゴ・チャージャーズ戦で彼が相手に3サックを許すなど、チームは9サックを許した。6試合に欠場した彼は10試合で10.5サックを許した。アート・シェルヘッドコーチが解任された後は、左ガードとしてプレーした。
2009年、腓骨を骨折し、6試合に欠場した。
2010年の第1週、テネシー・タイタンズ戦で負傷退場した。シーズン終了後、レイダースと契約延長について話し合ったが、800万ドルを求める彼に対してチームのオファーは、およそ250万ドルであり、フリーエージェントで移籍先を探すこととなった。レイダースでは2010年までの7シーズン、91試合に先発出場した。

### レイダース退団以降
2011年、フリーエージェントとなった彼は前年までレイダースのヘッドコーチだったトム・ケイブルがオフェンスラインコーチを務めるシアトル・シーホークスと3年契約を結んだ。プレシーズンゲーム最終週のオークランド・レイダース戦で右ひざを負傷した。この年12試合に先発出場した。
2012年3月14日、契約を2年残していたもののシーホークスから解雇された。3月19日にニューイングランド・ペイトリオッツと契約を結んだが、8月4日に現役引退を表明した。

## 人物
ドラフト指名前、巨漢であるにもかかわらず、十分走ることができる彼は高い評価を受けた。